# Проєкт «К»
Проєкт «К» (англ. Soviet Project «K»; рос. Операция «К») — кодова назва серії випробувань з 5-ти висотних ядерних вибухів, проведених в Радянському Союзі у районі полігону Сари-Шаган та на захід від міста Джезказган (Казахстан) в період з 27 жовтня 1961 року по 11 листопада 1962 року.

## Загальні відомості
Ці випробування слідували після «Серії радянських ядерних випробувань 1961 року» та передували «Серії радянських ядерних випробувань 1962 року». Випробування були проведені під науковим керівництвом академіка О. М. Щукіна, в них були залучені близько 50 організацій Міністерства оборони, військово-промислових міністерств і Академії наук СРСР. Загальне керівництво підготовкою та проведенням досліджень, а також узагальненням їх результатів здійснювали А. В. Герасимов, Н. П. Єгоров, К. Н. Трусов і Г. О. Цирков, наукове керівництво дослідженнями фізичних процесів і вражаючої дії висотних ядерних вибухів — П. В. Кевлішвілі, Ю. О. Романов і С. В. Форстен.
Не існує офіційних опублікованих даних, які безпосередньо свідчили б про місця проведення висотних вибухів. У світових публікаціях часто вказується полігон Міністерства оборони Росії Сари-Шаган; він продовжує залишатися діючим, і, можливо, тому дані по місцях проведення висотних вибухів досі є засекреченими. Відомо, що всього було проведено 5 ядерних вибухів, з яких чотири на низькій навколоземній орбіті (в космосі), і один в атмосфері на великій висоті. Основною метою випробувань було вивчення вражаючих факторів висотного ядерного вибуху та інших явищ, які супроводжують його. Випробування проводилися і в інтересах військ ПРО. Вони були розділені на два етапи: («К-1», «К-2») — осінь 1961 року, («К-3», «К-4» і «К5») — осінь 1962 року. У всіх випробуваннях ядерний заряд доставлявся балістичною ракетою Р-12 з відокремлюваною ГЧ (головною частиною), ракети запускалися з полігону Капустин Яр. Потужність вибухів становила від 1,2 до 300 кт. Висота підривів зарядів становила 59, 150 та 300 км. Вибух виконувався на низхідній ділянці траєкторії при досягненні заданої висоти. Всі випробування були проведені в денний час доби для зменшення негативного впливу спалаху вибуху на сітківку ока людини.

## Випробування
| №     | Дата             | Місце вибуху                    | Висота вибуху, км | Потужність, кт | Примітки                 |
| ----- | ---------------- | ------------------------------- | ----------------- | -------------- | ------------------------ |
| «К-1» | 27 жовтня 1961   | Сари-Шаган                      | 150               | 1,2            |                          |
| «К-2» | 27 жовтня 1961   | Сари-Шаган                      | 300               | 1,2            |                          |
| «К-3» | 22 жовтня 1962   | 180 км на захід від Джезказгана | 290               | 300            | Найбільший вплив від ЕМІ |
| «К-4» | 28 жовтня 1962   | Сари-Шаган                      | 150               | 300            |                          |
| «К-5» | 1 листопада 1962 | Сари-Шаган                      | 59                | 300            |                          |